# Gaggal Airport
Gaggal Airport, ook bekend als Kangra Airport of Dharamsala-Kangra Airport, is een vliegveld in India.
Gaggal Airport ligt bij het plaatsje Gaggal tussen Kangra en Dharamsala, in het district Kangra in de Himachal Pradesh in Noord-India. Het vliegveld ligt op een hoogte van 770 meter aan de voet van het Himalayagebergte.